# América Futebol Clube (Pernambuco)

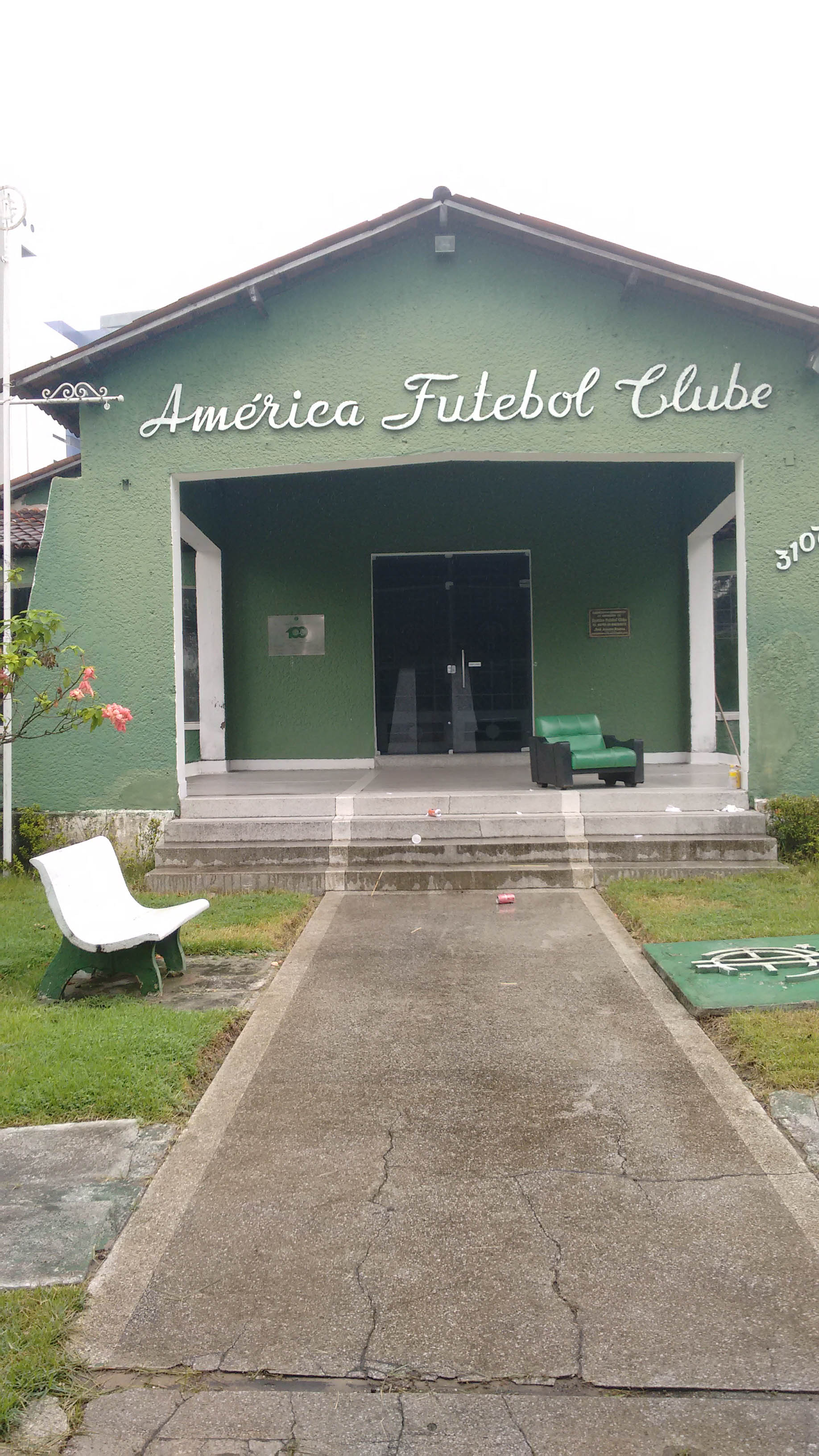
Sede del América Futebol Clube

El América Pernambuco es un equipo de fútbol de Brasil que juega en el Campeonato Pernambucano, la primera división del estado de Pernambuco.

## Historia
Fue fundado el 12 de abril de 1914 en la ciudad de Recife, capital del estado de Pernambuco con el nombre Joao de Barros FC y es uno de los equipos de fútbol más viejos del estado de Pernambuco. Por petición del deportista Belfort Duarte el club cambia su nombre por el actual el 22 de agosto de 1915 usando el nombre similar al de su homónimo del estado de Río de Janeiro. Cuenta con secciones en deportes como fútbol sala, fútbol de mesa, ciclismo, balonmano, waterpolo, baloncesto, fútbol 7 y atletismo.
En 1918 gana su primer título del Campeonato Pernambucano, el cual ganaría otra vez en 1919, 1921 y 1922, justo en el año en el que Brasil celebraba su independencia de Portugal,por lo que ese año fue conocido como el Campeonato del Centenario. En 1923 gana el título de la Trofeo del Noroeste en el que enfrentaban equipos del estado de Pernambuco con los del estado de Sao Paulo para celebrar el día del Trabajador.
En 1927 gana el Campeonato Pernambucano por quinta ocasión,lo que lo hacía el primer equipo en ganar cinco título de liga estatal en Brasil.
Fue hasta 1944 que consiguieron ganar su sexo título estatal, y en 1952 llegaron a la final que perdieron ante el Náutico, donde iniciaron un proceso de decadencia, estando lo más cerce de ganar algo en 1975 cuando perdieron la final de la Copa de Recife ante el Santa Cruz Futebol Clube.

### Periodo nacional
En 1972 llega a jugar en el Campeonato Brasileño de Serie B, temporada en la que estuvieron luchando por el ascenso al Campeonato Brasileño de Serie A, pero se quedaron cortos y terminaron en un honroso octavo lugar.
Estuvieron otro par de temporadas en la Serie B, donde descendieron en 1989 para jugar en el Campeonato Brasileño de Serie C, donde en ese mismo año retornaron a la Serie B para descender tras una temporada.

### Renacimiento
En 2016 volvieron las alegrías al club al conseguir una sorpresiva clasificación para el Campeonato Brasileño de Serie D, mismo año en el que alcanzaron las semifinales del Campeonato Pernambucano, lo más cerca que habían estado del título desde hace más de 60 años.
En 2017 volvieron a clasificar al Campeonato Brasileño de Serie D, mismo resultado en 2019 al terminar en séptimo lugar del Campeonato Pernambucano. 

## Rivalidades
Sus principales rivales son el Sport Recife con quien juega el Clásico de Campeones, con el Clube Náutico Capibaribe en el llamado Clásico de la Técnica y la Disciplina y con el Santa Cruz Futebol Clube en el Clásico de Amizade.

## Palmarés

### Regional
- Trofeo Noroeste: 1

1923

### Estatales
- Campeonato Pernambucano: 6

1918, 1919, 1921, 1922, 1927, 1944
- Torneo Inicio de Pernambuco: 11

1921, 1930, 1931, 1934, 1936, 1938, 1941, 1943, 1955, 1967, 1970

### Otros Logros
- Taça Recife: 1

1975
- Liga Suburbana: 4

1916, 1917, 1918, 1929
- Copa Torre: 2

1923, 1924
- Taça Casa Amarela: 3

1926, 1927, 1928
- Torneio Municipal de Recife: 1

1953
- Torneio Incentivo Pernambucano: 1

1976
- Taça Joaquim Inácio: 1

1920
- Copa Roman: 1

1968
- Copa da Juventude: 1

1974
- Torneio Aniversário da Cidade de Jaboatão: 1

1981
- Copa de Desportos Terrestres: 1

1986
- Troféu Bairro da Boa Vista: 1

1933
- Torneio da Paz: 1

1940
- Torneio Cidade do Cabo: 1

1965

## Uniforme
| Local 2018   | Visita 2018 | Tercero 2018 | Local 2017   | Visita 2017 |
| Tercero 2017 | Local 2016  | Visita 2016  | Local 2015   | Visita 2015 |
| Tercero 2015 | Local 2014  | Visita 2014  | Tercero 2014 | Local 2013  |
| Visita 2013  | Local 2012  | Visita 2012  | Tercero 2012 |             |

## Jugadores

### Jugadores destacados
- Vavá
- Joao Cabral
- Zé Tasso
- Dequinha
- Alberto Salonni
- Carlinhos Bala
- Danilo